# Mercado de Chamberí
El Mercado Municipal de Chamberí es un mercado municipal de Madrid (España), ubicado en el distrito de Chamberí.
El mercado data del año 1876, pero tras una profunda reforma se inauguró en 1943, completando así los cuatro mercados del barrio: Vallehermoso, el de Guzmán el Bueno, el de Olavide (desaparecido en los años setenta) y el Mercado de Chamberí. Posee una planta rectangular en una única cota, en la que se distribuyen cincuenta puestos de alimentación. Durante las fiestas del Carmen celebradas en el barrio, el mercado realiza jornadas de puertas abiertas con cata y degustación de productos típicos de la región.